# Otylia Jędrzejczak
Otylia Jędrzejczak, född 13 december 1983 i Ruda Śląska, är en polsk simmare.
Jędrzejczak blev olympisk guldmedaljör på 200 meter fjärilsim vid sommarspelen 2004 i Aten.